# ニッショーホール
ニッショーホールは、日本消防協会が運営する多目的ホールである。

## 概要
初代ニッショーホールは日本消防会館が2代目ビルに建て替えられるときに建築された多目的ホールで、同ビル竣工時の1981年（昭和56年）11月16日に開場した。主に講演会・トークショー、試写会、企業等の説明会・式事・株主総会・研修会などに用いられた。また例年、日本消防協会主催の「消防殉職者全国慰霊祭」の会場に用いられた。
日本放送協会（NHK）主催の「東京落語会」の定期公演や、同局の公開特別番組『NHK東西浪曲大会』『NHK講談大会』の収録も行われた。
2020年9月に日本消防会館の建て替え工事着工のため閉鎖された。建て替え期間中は日本消防協会が仮入居していた旧ヤクルト本社ビル（港区東新橋1丁目1-19）内にある旧ヤクルトホールを「ニッショーホール」と改称し、2024年まで仮移転先として運営した。

## 施設概要

### 初代
- 客席（551 m2、742名収容）
- 控室（27 m2）
- 楽屋（28 m2）
- 舞台（251 m2）
- 2階ロビー・廊下（370 m2）

### 2024 -
- 客席（1000席〈1階 672席、2階 328席〉）[4]